# Varzea bistriata
Varzea bistriata là một loài thằn lằn trong họ Scincidae. Loài này được Spix mô tả khoa học đầu tiên năm 1825.

## Hình ảnh

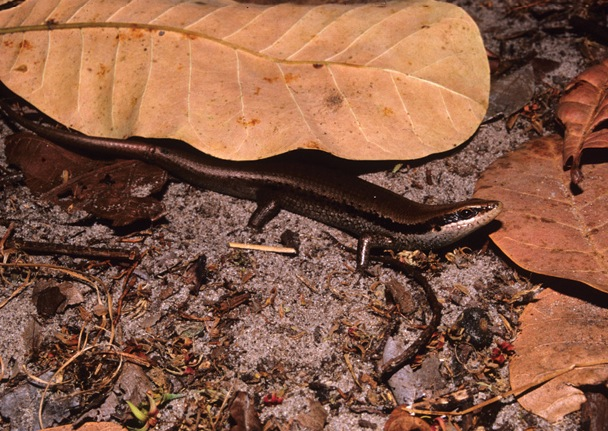